# آيت كراط مجاط (سيدي سليمان مول الكيفان)
آيت كراط مجاط هي إحدى مشيخات المملكة المغربية، تتبع جغرافيا لعمالة مكناس وإداريًا لسيدي سليمان مول الكيفان. يقدر عدد سكانها بـ 2860 نسمة حسب الإحصاء الرسمي للسكان والسكنى لسنة 2004.